# Matej Buovac
Matej Buovac (ur. 15 czerwca 1993 roku w Rijece) – chorwacki koszykarz grający na pozycji rzucającego obrońcy. Wielokrotny reprezentant Chorwacji w różnych kategoriach juniorskich. Srebrny medalista Letnich Igrzysk Olimpijskich Młodzieży 2010 w turnieju koszykówki chłopców. Wystąpił w 21 spotkaniach A1 Ligi.
Karierę koszykarską rozpoczynał w zespole Maksimir Zagrzeb. W sezonie 2009/10 wraz z tym klubem występował w rozgrywkach chorwackiej drugiej ligi. W styczniu 2010 roku został zawodnikiem klubu KK Dubrava, występującym wówczas w rozgrywkach A1 Ligi. W ciągu pierwszego sezonu grał w 4 meczach ligowych, zdobywając średnio 2 punkty. W drużynie tej występował również w sezonie 2010/11. Matej Buovac rozegrał wówczas 17 spotkań ligowych, w których zdobywał średnio 3,1 punkty. Jednocześnie z drużyną juniorską tego klubu zdobył tytuł mistrza Chorwacji juniorów w koszykówce mężczyzn. Po zakończeniu rozgrywek, w sierpniu 2011 roku przeniósł się do Stanów Zjednoczonych. Rozpoczął tam naukę w szkole La Lumiere High School, gdzie jednocześnie występuje w szkolnej drużynie La Lumiere Lakers.
W 2009 roku, wraz z reprezentacją Chorwacji do lat 16 wystąpił w mistrzostwach Europy U-16 rozegranych w Kownie. W 9 spotkaniach, w których zagrał zdobywał średnio 14,8 punktów i miał 4,1 zbiórki na mecz. W ostatecznej klasyfikacji Chorwacja została sklasyfikowana na 6. pozycji. W 2010 roku wziął udział w turnieju koszykówki chłopców podczas Letnich Igrzysk Olimpijskich Młodzieży 2010. W 7 meczach zdobywał średnio 10,9 punktów i miał 5,4 zbiórki. W końcowej klasyfikacji Chorwacja, po porażce w finale z reprezentacją Serbii zajęła 2. pozycję i zdobyła srebrny medal. W 2011 roku wziął udział w Mistrzostwach Europy U-18 w Koszykówce Mężczyzn 2011. Zagrał w 8 spotkaniach, zdobywając średnio 6,9 punktów i mając 1,9 zbiórki na mecz. Wraz z reprezentacją Chorwacji został sklasyfikowany na 8. pozycji.

## Statystyki ligowe
| Sezon   | Drużyna              | M  | S5 | MPG  | FG%    | 3P%   | FT%    | RPG | APG | SPG | BPG | PPG |
| ------- | -------------------- | -- | -- | ---- | ------ | ----- | ------ | --- | --- | --- | --- | --- |
| 2009/10 | KK Dubrava (A1 Liga) | 2  | ?  | 1,0  | 100,0% | 0,0%  | 100,0% | 0,8 | 0,0 | 0,0 | 0,0 | 2,0 |
| 2010/11 | KK Dubrava (A1 Liga) | 17 | ?  | 11,2 | 48,6%  | 26,3% | 50,0%  | 1,2 | 0,4 | 0,4 | 0,1 | 3,1 |